# Kaiser (computerspel)
Kaiser is een videospel voor de Commodore 64 en Commodore 128. Het spel werd uitgebracht in 1984 en is Duitstalig.